# Seznam divizij po zaporednih številkah (200. - 249.)
Seznam divizij po zaporednih številkah - divizije od 200. do 249.

## 200. divizija
Pehotne
- 200. strelska divizija (ZSSR)
- 200. divizija (Kitajska)

## 201. divizija
Pehotne
- 201. varnostna divizija (Wehrmacht)
- 201. obalna divizija (Italija)
- 201. strelska divizija (ZSSR)

## 202. divizija
Pehotne
- 202. obalna divizija (Italija)
- 202. divizija (Kitajska)
- 202. divizija (Nemško cesarstvo)
- 202. strelska divizija (ZSSR)

Motorizirane
- 202. motorizirana strelska divizija (ZSSR)

## 203. divizija
Pehotne
- 203. obalna divizija (Italija)
- 203. varnostna divizija (Wehrmacht)
- 203. strelska divizija (ZSSR)

## 204. divizija
Pehotne
- 204. obalna divizija (Italija)
- 204. divizija (Kitajska)
- 204. strelska divizija (ZSSR)

Motorizirane
- 204. motorizirana strelska divizija (ZSSR)

## 205. divizija
Pehotne
- 205. obalna divizija (Italija)
- 205. pehotna divizija (Wehrmacht)
- 205. strelska divizija (ZSSR)

## 206. divizija
Pehotne
- 206. obalna divizija (Italija)
- 206. pehotna divizija (Wehrmacht)
- 206. strelska divizija (ZSSR)

## 207. divizija
Pehotne
- 207. obalna divizija (Italija)
- 207. varnostna divizija (Wehrmacht)
- 207. strelska divizija (ZSSR)

## 208. divizija
Pehotne
- 208. obalna divizija (Italija)
- 208. pehotna divizija (Wehrmacht)
- 208. strelska divizija (ZSSR)

## 209. divizija
Pehotne
- 209. strelska divizija (ZSSR)
- 209. pehotna divizija (Wehrmacht)

Motorizirane
- 209. motorizirana strelska divizija (ZSSR)

## 210. divizija
Pehotne
- 210. obalna divizija (Italija)
- 210. obalnoobrambna divizija (Wehrmacht)

## 211. divizija
Pehotne
- 211. obalna divizija (Italija)
- 211. ljudskogrenadirska divizija (Wehrmacht)
- 211. strelska divizija (ZSSR)

## 212. divizija
Pehotne
- 212. obalna divizija (Italija)
- 212. ljudskogrenadirska divizija (Wehrmacht)
- 212. strelska divizija (ZSSR)

## 213. divizija
Pehotne
- 213. obalna divizija (Italija)
- 213. varnostna divizija (Wehrmacht)
- 213. strelska divizija (ZSSR)

## 214. divizija
Pehotne
- 214. obalna divizija (Italija)
- 214. pehotna divizija (Wehrmacht)
- 214. strelska divizija (ZSSR)

## 215. divizija
Pehotne
- 215. pehotna divizija (Wehrmacht)
- 215. obalna divizija (Italija)
- 215. strelska divizija (ZSSR)

## 216. divizija
Pehotne
- 216. pehotna divizija (Wehrmacht)
- 216. obalna divizija (Italija)
- 216. strelska divizija (ZSSR)

Letalske
- 216. lovska letalska divizija (ZSSR)

## 217. divizija
Pehotne
- 217. pehotna divizija (Wehrmacht)
- 217. strelska divizija (ZSSR)

## 218. divizija
Pehotne
- 218. pehotna divizija (Wehrmacht)
- 218. divizija (Kitajska)
- 218. strelska divizija (ZSSR)

## 219. divizija
Pehotne
- 219. pehotna divizija (Wehrmacht)
- 219. divizija (Kitajska)
- 219. strelska divizija (ZSSR)

Motorizirane
- 219. motorizirana strelska divizija (ZSSR)

## 220. divizija
Pehotne
- 220. obalna divizija (Italija)
- 220. strelska divizija (ZSSR)

Letalske
- 220. lovska letalska divizija (ZSSR)

## 221. divizija
Pehotne
- 221. obalna divizija (Italija)
- 221. varnostna divizija (Wehrmacht)
- 221. strelska divizija (ZSSR)

## 222. divizija
Pehotne
- 222. obalna divizija (Italija)
- 222. divizija (Japonska)
- 222. strelska divizija (ZSSR)

## 223. divizija
Pehotne
- 223. strelska divizija (ZSSR)
- 223. obalna divizija (Italija)

## 225. divizija
Pehotne
- 225. obalna divizija (Italija)
- 225. pehotna divizija (Wehrmacht)
- 225. strelska divizija (ZSSR)

## 226. divizija
Pehotne
- 226. pehotna divizija (Wehrmacht)
- 226. obalna divizija (Italija)
- 226. strelska divizija (ZSSR)

## 227. divizija
Pehotne
- 227. strelska divizija (ZSSR)
- 227. pehotna divizija (Wehrmacht)

## 228. divizija
Pehotne
- 228. strelska divizija (ZSSR)
- 228. pehotna divizija (Wehrmacht)

## 230. divizija
Pehotne
- 230. obalna divizija (Italija)
- 230. obalnoobrambna divizija (Wehrmacht)
- 230. strelska divizija (ZSSR)

## 231. divizija
Pehotne
- 231. strelska divizija (ZSSR)
- 231. pehotna divizija (Wehrmacht)

## 232. divizija
Pehotne
- 232. pehotna divizija (Wehrmacht)
- 232. strelska divizija (ZSSR)

## 233. divizija
Pehotne
- 233. strelska divizija (ZSSR)
- 233. tankovskogrenadirska divizija (Wehrmacht)

## 234. divizija
Pehotne
- 234. divizija (Nemško cesarstvo)
- 234. strelska divizija (ZSSR)

Letalske
- 234. lovska letalska divizija (ZSSR)

## 236. divizija
Pehotne
- 236. strelska divizija (ZSSR)

Letalske
- 236. lovska letalska divizija (ZSSR)

## 237. divizija
Pehotne
- 237. strelska divizija (ZSSR)
- 237. pehotna divizija (Wehrmacht)

## 238. divizija
Pehotne
- 238. divizija (Nemško cesarstvo)
- 238. strelska divizija (ZSSR)

## 239. divizija
Pehotne
- 239. pehotna divizija (Wehrmacht)
- 239. strelska divizija (ZSSR)

Letalske
- 239. lovska letalska divizija (ZSSR)

## 240. divizija
Pehotne
- 240. strelska divizija (ZSSR)
- 240. pehotna divizija (Wehrmacht)

## 241. divizija
Pehotne
- 241. pehotna divizija (Wehrmacht)
- 241. strelska divizija (ZSSR)

## 242. divizija
Pehotne
- 242. pehotna divizija (Wehrmacht)
- 242. divizija (Nemško cesarstvo)

Gorske
- 242. gorska strelska divizija (ZSSR)

## 243. divizija
Pehotne
- 243. strelska divizija (ZSSR)
- 243. statična pehotna divizija (Wehrmacht)

## 244. divizija
Pehotne
- 244. pehotna divizija (Wehrmacht)
- 244. strelska divizija (ZSSR)
- 244. pehotna divizija (Japonska)

## 245. divizija
Pehotne
- 245. pehotna divizija (Wehrmacht)
- 245. strelska divizija (ZSSR)

Letalske
- 245. lovska letalska divizija (ZSSR)

## 246. divizija
Pehotne
- 246. pehotna divizija (Wehrmacht)
- 246. strelska divizija (ZSSR)

Letalske
- 246. ljudska grenadirska divizija (Wehrmacht)

## 247. divizija
Pehotne
- 247. strelska divizija (ZSSR)

Letalske
- 247. bombniška letalska divizija (ZSSR)

Pomorske
- 247. ločena podmorniška divizija (Ruska federacija)

## 248. divizija
Pehotne
- 248. strelska divizija (ZSSR)

Letalske
- 248. jurišna letalska divizija (ZSSR)

## 249. divizija
Pehotne
- 249. pehotna divizija (Wehrmacht)
- 249. strelska divizija (ZSSR)

Letalske
- 249. lovska letalska divizija (ZSSR)